# Juncus chiapasensis
Juncus chiapasensis är en tågväxtart som beskrevs av Henrik Balslev. Juncus chiapasensis ingår i släktet tåg, och familjen tågväxter. Inga underarter finns listade i Catalogue of Life.